# サニー・オノオ
カズオ・サニー・オノオ（1962年7月29日 - ）は日本のプロレスのマネージャー、俳優。サニー・オノオのリングネームで知られている。 
1995年から1999年にかけ、グレート・ムタをはじめとする日本人選手のマーネジャーやエージェントとしてWCWで活躍した。 現在はアイオワ州メイソンシティーでXTC Autoを所有し、家族と静かに暮らしている。 
1975年から1987年には、キックボクシングおよび武術における国際的なトーナメントへの出場資格を有する武道家でもあった。 プロ空手協会は、バンタム級での彼を世界最高選手と認定し数々の栄誉を勝ち取る。武道家として活躍した1970年代にエリック・ビショフと親交を深めた。 

## 選手権と成果
- レスリングオブザーバーニュースレター
  - 最悪のマネージャー （1996–1999）

## フィルモグラフィー
- フィアレス・タイガー （1994） "Peng"